# والنهایم
والنهایم (به فرانسوی: Wahlenheim) یک کمون در فرانسه است که در Canton of Haguenau واقع شده‌است.

## خصوصیات
والنهایم ۲٫۵۵ کیلومترمربع مساحت و ۳۸۲ نفر جمعیت دارد و ۱۸۰ متر بالاتر از سطح دریا واقع شده‌است.